# كوداي ماتسوموتو
كوداي ماتسوموتو (باليابانية: 松本幸大؛ بالكانا: まつもと こうだい) هو لاعب كرة قاعدة ياباني، ولد في 23 ديسمبر 1980 في هيغاشينادا-كو في اليابان.

## وصلات خارجية
- كوداي ماتسوموتو على موقع الدوري الياباني لكرة القاعدة (الإنجليزية)
- كوداي ماتسوموتو على موقعبيزبول رفرنس.كوم (الدوري الثانوي) (الإنجليزية)